# Kanadische Junioren-Badmintonmeisterschaft
Kanadische Junioren-Badmintonmeisterschaften sind seit 1962 dokumentiert. Kanada als Land mit langer Badmintonhistorie richtet Titelkämpfe der Erwachsenen schon seit 1922 aus.

## Die Titelträger
| Saison    | Herreneinzel              | Dameneinzel                   | Herrendoppel                                 | Damendoppel                                     | Mixed                                   |
| --------- | ------------------------- | ----------------------------- | -------------------------------------------- | ----------------------------------------------- | --------------------------------------- |
| 1962      | Edward Paterson, BC       | Judi Humber, BC               | Edward Paterson Bruce Rollick, BC            | Eleanor O’Gorman Maria Stubbs, MB               | Edward Paterson Diane Godfrey, BC       |
| 1963      | Edward Paterson, BC       | Alison Daysmith, BC           | Edward Paterson Alex Barloewen, BC           | Bev Chittick Susan Carr-Harris, ON              | Edward Paterson Diane Godfrey, BC       |
| 1964      | Jamie Paulson, AB         | Alison Daysmith, BC           | Alex Barloewen Al Fraser, BC                 | Alison Daysmith Gillian Thomas, BC              | Alex Barloewen Alison Daysmith, BC      |
| 1965      | Jamie Paulson, AB         | Sherri Boyse, AB              | Geoff Harris Greg Harris, AB                 | Susan Latournerie Jane Dubord, MB               | Jamie Paulson Betty Agnew, AB           |
| 1966      | Jamie Paulson, AB         | Sherri Boyse, AB              | Geoff Harris Greg Harris, AB                 | Nancy McKinley Barbara Hood, ON                 | Glen Johnston Susan Latournerie, MB     |
| 1967      | Jamie Paulson, AB         | Sherri Boyse, AB              | Geoff Harris Greg Harris, AB                 | Barbara Nash Jane Dubord, BC                    | Greg Harris JoAnn Prowse, AB            |
| 1968      | Brian Dick, AB            | Nancy McKinley, ON            | Mike Paterson Brian Dick, AB                 | Barbara Nash Jane Dubord, BC                    | Brian Dick Sherri Boyse, AB             |
| 1969      | Dick McGillivray, AB      | Sherri Boyse, AB              | Randy Bourne Chris Blaney, BC                | Sherri Boyse Barbara Alexander, AB              | Mike Paterson Sherri Boyse, AB          |
| 1970      | Dick McGillivray, AB      | Susan Cutmore, AB             | Jamie McKee Pat Daly, ON                     | Susan Cutmore Lorraine Thorne, AB               | Dick McGillivray Lorraine Thorne, AB    |
| 1971      | Dick McGillivray, AB      | Susan Cutmore, AB             | Mike Epstein Rex Moore, BC                   | Susan Cutmore Lorraine Thorne, AB               | Dick McGillivray Lorraine Thorne, AB    |
| 1972      | Mike Epstein, BC          | Susan Cutmore, AB             | Pradip Basu Edward Hreljac, ON               | Susan Cutmore Lorraine Thorne, AB               | Pradip Basu Mary Rose, ON               |
| 1973      | Denys Martin, QC          | Lesley Harris, QC             | Bob Hinchcliffe Tom Muir, ON                 | Lesley Harris Lori Gerzine, QC                  | Lucio Fabris Mary Rose, ON              |
| 1974      | Tom Muir, ON              | Lesley Harris, QC             | James Muir Lucio Fabris, ON                  | Lesley Harris Lori Gerzine, QC                  | Tom Muir Cathy Clarke, ON               |
| 1975      | Lucio Fabris, ON          | Wendy Clarkson, AB            | James Muir Lucio Fabris, ON                  | Tracy van Wassenhove Wendy Clarkson, AB         | Lucio Fabris Penny Parkes, ON           |
| 1976      | Ken Priestman, ON         | Sharon Crawford, AB           | David deBelle Paul Johnson, ON               | Claire Backhouse Caroline Bailey, BC            | Ken Priestman, ON Johanne Falardeau, QC |
| 1977      | Dave Johnson, AB          | Sharon Crawford, AB           | David deBelle Paul Johnson, ON               | Maryse Bellavance Johanne Falardeau,QC          | Byron Kidd Claire Backhouse, BC         |
| 1978      | Jeff Goldsworthy, ON      | Johanne Falardeau, QC         | Jeff Goldsworthy Keith Priestman, ON         | Johanne Falardeau Linda Cloutier, QC            | Kevin McQuaid, PEI Johanne Falardeau,QC |
| 1979      | Brad Wowchuk, ON          | Sigrun Worster, BC            | Brad Wowchuk Mark Freitag, ON                | Denyse Julien Linda Cloutier, QC                | Mark Freitag Linda Morden, ON           |
| 1980      | David Wowchuk, ON         | Linda Cloutier, QC            | Mike Bitten Mike deBelle, ON                 | Claire Allison, ON Linda Cloutier, QC           | Mark Freitag Leslie O’Donoghue, AB      |
| 1981      | David Wowchuk, ON         | Claire Allison, ON            | Mike Bitten Mike deBelle, ON                 | Jackie Johnston Gillian Calder, BC              | Mark Reszetnik Claire Allison, ON       |
| 1982      | Roddy Prat, BC            | Jackie Johnston, BC           | Mark Reszetnik Jeff Rush, ON                 | Jackie Johnston Gillian Calder, BC              | Mark Reszetnik, ON Gillian Calder, BC   |
| 1983      | Roddy Prat, BC            | Gillian Calder, BC            | Steve Johnston Ron Anderson, AB              | Sandra Stapleton Sharon Stapleton, BC           | Ron Anderson, AB Chantal John, QC       |
| 1984      | Ian Johnston, AB          | Sandra Stapleton, BC          | John Wright Bryan Blanshard, ON              | Élizabeth Houde Doris Piché, QC                 | Wolf Worster Sandra Stapleton, BC       |
| 1985      | Bryan Blanshard, ON       | Suneeta Khare, ON             | Bryan Blanshard Peter Willson, ON            | Doris Piché Sylvie Cayer, QC                    | David Humble Aine Humble, AB            |
| 1986      | David Humble, AB          | Heather Ostrom, BC            | David Humble Andrew Muir, AB                 | Ingrid Fairbrother Melissa Gallo, ON            | David Humble Aine Humble, AB            |
| 1987      | Andrew Muir, AB           | Suneeta Khare, ON             | Andrew Muir Mike Milne, AB                   | Ingrid Fairbrother Melissa Gallo, ON            | Andrew Muir, AB Ingrid Fairbrother, ON  |
| 1988      | Jaimie Dawson, MB         | Heather Ostrom, BC            | Jaimie Dawson, MB Mike Dilay, AB             | Heather Ostrom, BC Karyn Kadonaga, AB           | Jaimie Dawson, MB Karyn Kadonaga, AB    |
| 1989      | Iain Sydie, ON            | Marie-Claude Lachance, QC     | Iain Sydie, ON Sawn Halliday, AB             | Heather Ostrom, BC Karyn Kadonaga, AB           | Iain Sydie Robbyn Hermitage, ON         |
| 1990      | Fredric D’Amours, QC      | Caroline Thorn, QC            | Darryl Yung Brent Olynyk, BC                 | Marie-Claude Lachance Caroline Thorn, QC        | Brent Olynyk Moira Ong, BC              |
| 1991      | Darryl Yung, BC           | Milaine Cloutier, QC          | Darryl Yung Brent Olynyk, BC                 | Milaine Cloutier, QC Andrea Neil, BC            | Mike Beres Beth Richardson, ON          |
| 1992      | Brian Abra, AB            | Moira Ong, BC                 | Mike Beres Kyle Hunter, ON                   | Moira Ong Elma Ong, BC                          | Mike Beres Kathleen Hunt, ON            |
| 1993      | Neil Constable, AB        | Elma Ong, BC                  | Arnie Rungi Darren McVicar, ON               | Moira Ong Elma Ong, BC                          | Robin Park Jasmine Wadhwa, NF           |
| 1994      | Jean-François Mercier, QC | Nancy Reid, ON                | Jean-François Mercier, QC Marlon Samuel, AB  | Cindy Arthur Caroline Gibbings, ON              | Ross Mitchell Jennifer Wong, BC         |
| 1995      | Éric Ngeam, BC            | Jody Patrick, AB              | Stuart Arthur Drew Huerter, ON               | Kim Chow Jennifer Wong, BC                      | Stuart Arthur Cindy Arthur, ON          |
| 1996      | Andrew Dabeka, ON         | Jody Patrick, AB              | Bobby Milroy William Milroy, AB              | Jody Patrick, AB Jennifer Wong, BC              | Bobby Milroy Jody Patrick, AB           |
| 1997      | Bobby Milroy, AB          | Jennifer Wong, BC             | Bobby Milroy William Milroy, AB              | Jennifer Wong, BC Jody Patrick, AB              | Andrew Dabeka, ON Jennifer Wong, BC     |
| 1998      | William Milroy, AB        | Anna Rice, BC                 | Sam Smith Neil Hutchinson, AB                | Vivian Fung Brook Harris, AB                    | William Milroy Lindsay van Riper, AB    |
| 1999      | Stephan Wojcikiewicz, ON  | Anna Rice, BC                 | Tom Lucas-Piché, QC William Milroy, AB       | Helen Nichol Laura McKerrall, ON                | Mathieu Dubé Sophie Joubarne, QC        |
| 2000      | Sam Smith, AB             | Sophie Jutras, QU             | Sam Smith Keith Chan, AB                     | Helen Nichol Laura McKerrall, ON                | Sam Smith Lindsay van Riper             |
| 2001      | Mathieu Laforest, QC      | Florence Lavoie, QU           | Tye Reidie Brandon Kot, AB                   | Sarah MacMaster Laura McKerrall, ON             | Tye Reidie Lindsay van Riper            |
| 2002      | Mathieu Laforest, QC      | Erin Greenan, AB              | Mathieu Laforest Aaron Kreaden, ON           | Tammy Sun Lindsay Smith, AB                     | Justin Mullaly Tammy Sun, AB            |
| 2003      | Mathieu Laforest, QC      | Lindsay Smith, AB             | Mathieu Laforest Aaron Kreaden, ON           | Tammy Sun Lindsay Smith, AB                     | Justin Mullaly Tammy Sun, AB            |
| 2004      | Chris Lee, CB             | Joycelyn Ko, ON               | Mathieu Villeneuve Pierre-Olivier Poulin, ON | Cathy Chau Joycelyn Ko, ON                      | Billy Dejong Fiona McKee, AB/ON         |
| 2005      | Alexander Pang, AB        | Isabelle Mercier-Dalphond, QC | Billy Dejong Nick Kiefer, AB                 | Marion Dulude Samantha Ralph, QB/TN             | Billy Dejong Caroline Chee, AB          |
| 2006      | Joseph Rogers, ON         | Alice Man, CB                 | Andrew Cheong Chris Lee, CB                  | Isabelle Mercier-Dalphond Audrey Bonneville, QC | Derrick Ng Charmagne Yeung, CB          |
| 2007      | David Snider, MB          | Phyllis Chan, CB              | Darren Hong Logan Campbell, AB               | Alice Man Chelcia Petersen, CB/AB               | Robert Dejong Grace Gao, AB             |
| 2008      | Andrew Tai-Pow, ON        | Michelle Li, ON               | Darren Hong Logan Campbell, AB               | Grace Gao Chelcia Petersen, AB                  | Philippe Charron Annie Laforest, QC     |
| 2009      | Martin Giuffre, AB        | Michelle Li, ON               | Martin Giuffre Geoffrey Prieur, AB           | Michelle Li Alexandra Bruce, ON                 | Martin Giuffre Kathleen Lougheed, AB    |
| 2010      | Nathan Lee, ON            | Kadam Surabhi, ON             | Clinton Liu Henry Wiebe, AB                  | Kristen Tsai Tracy Wong, CB/ON                  | Michael Diamond Kadam Surabhi, ON       |
| 2011      | Nyl Yakura, ON            | Kristen Tsai, CB              | Michael Diamond Wesley Marr, ON              | Kadam Surabhi Tracy Wong, ON                    | Nyl Yakura Kristen Tsai, ON/CB          |
| 2012      | Andrew D’Souza, ON        | Kristen Tsai, CB              | Joshua Hurlburt-Yu Nyl Yakura, ON            | Takeisha Wang Josephine Wu, AB                  | Nyl Yakura Chen Qufei, ON               |
| 2013      | Benny Lin                 | Rachel Honderich              | Joshua Hurlburt-Yu Jackie Yeung              | Takeisha Wang Josephine Wu                      | Nathan Osborne Josephine Wu             |
| 2014      | Jason Ho-Shue             | Kyleigh O’Donoghue            | Jason Ho-Shue Jonathan Lai                   | Takeisha Wang Michelle Tong                     | Duncan Yao Kyleigh O’Donoghue           |
| 2015      | Jason Ho-Shue             | Qingzi Ouyang                 | Jason Ho-Shue Jonathan Lai                   | Joanne Chen Kyleigh O’Donoghue                  | Jason Ho-Shue Qingzi Ouyang             |
| 2016      | Brian Yang                | Qingzi Ouyang                 | Byron Holcek Kevin Lee                       | Katie Ho-Shue Giselle Chan                      | Brian Yang Katie Ho-Shue                |
| 2017      | Aaron Zhao                | Talia Hailey Ng               | Brian Yang Desmond Wang                      | Katie Ho-Shue Alexandra Mocanu                  | Brian Yang Katie Ho-Shue                |
| 2018      | Brian Yang                | Katie Ho-Shue                 | Brian Yang Stanley Feng                      | Katie Ho-Shue Eliana Zhang                      | Brian Yang Katie Ho-Shue                |
| 2019      | Kevin Wang                | Wendy Zhang                   | Jonathan Shou-Zheng Chien Connor Chin        | Wendy Zhang Crystal Lai                         | Yunzhi Chen Eliana Zhang                |
| 2020 2021 | nicht ausgetragen         | nicht ausgetragen             | nicht ausgetragen                            | nicht ausgetragen                               | nicht ausgetragen                       |
| 2022      | Victor Lai                | Chloe Hoang                   | Timothy Lock Kevin Wang                      | Jackie Dent Christina Lin                       | Victor Lai Jessica Cheng                |
| 2023      | Timothy Lock              | Alena Yu                      | Timothy Lock Kevin Wang                      | Joanna Xu Alena Yu                              | Timothy Lock Chloe Choi                 |
| 2024      | Asher Bedi                | Emma Meng                     | Michael Ji Rayce Su                          | Mengyao Tian Kaylee Wang                        | Oliver Chen Lyric Su                    |